# Буланов, Бекжан Серикбосынович
Бекжан Серикбосынович Була́нов (каз. Бекжан Серікбосынұлы Бұланов; 8 апреля 1974; Аягуз, Семипалатинская область, СССР — 5 июля 2020; Семей, Казахстан) — казахстанский врач-хирург, кардиохирург, ангиохирург.

## Биография
Бекжан Серикбосынович родился в 1974 году в городе Аягузе Семипалатинской области.
В 1998 году окончил Семипалатинский государственный медицинский институт по специальности «Лечебное дело».
Трудовую деятельность начал врачом ангиохирурга в медицинском центре Семипалатинского государственного медицинского университета.
С 2007 по 2008 годы — Врач кардиохирург Национального научного медицинского центра города Астаны.
С 2009 по 2020 годы — Заведующий отделением сердечно-сосудистой хирургии госпиталя Университета НАО «Медицинский университет Семей» (ВКО).
Бекжан Серикбосынович скончался 5 июля 2020 года от COVID-19.

## Профессиональная деятельность
Бекжан Серикбосынович в период работы в госпитале Семипалатинского медицинского университета в отделении внедрены современные методы оперативного вмешательства (аортокоронарное шунтирование в условиях искусственного кровообращения, аортокоронарное шунтирование на действующее сердце и др.) и лечебно-диагностических манипуляций.
Под его руководством освоены и внедрены операции на брюшной и грудной аорте, пластические операции на брахеоцефальных сосудах.
Автор более 30 научных работ и др.

## Награды
- Нагрудный знак Министерства здравоохранения «За вклад в развитие здравоохранения Республики Казахстан»
- Почётная грамота Министерства здравоохранения Республики Казахстан и др.
- Указом президента РК от 13 июля 2020 года посмертно награждён орденом «Барыс» 2 степени за выдающиеся заслуги перед Республикой Казахстан, самоотверженность, проявленную при исполнении служебного долга.[4]